# Aspidimorpha miliaris
Aspidimorpha miliaris (лат.) — вид жуков подсемейства щитоносок из семейства листоедов.

## Описание
Жуки желтовато-красной окраски с чёрными отметинами и длиной тела 15 мм. Личинки имеют стайный образ жизни и питаются растениями рода Ipomoea, оказывая потенциально опасное воздействие на сельскохозяйственные культуры.
Вид был впервые описан в 1775 году под названием Cassida miliaris Fabricius, 1775.

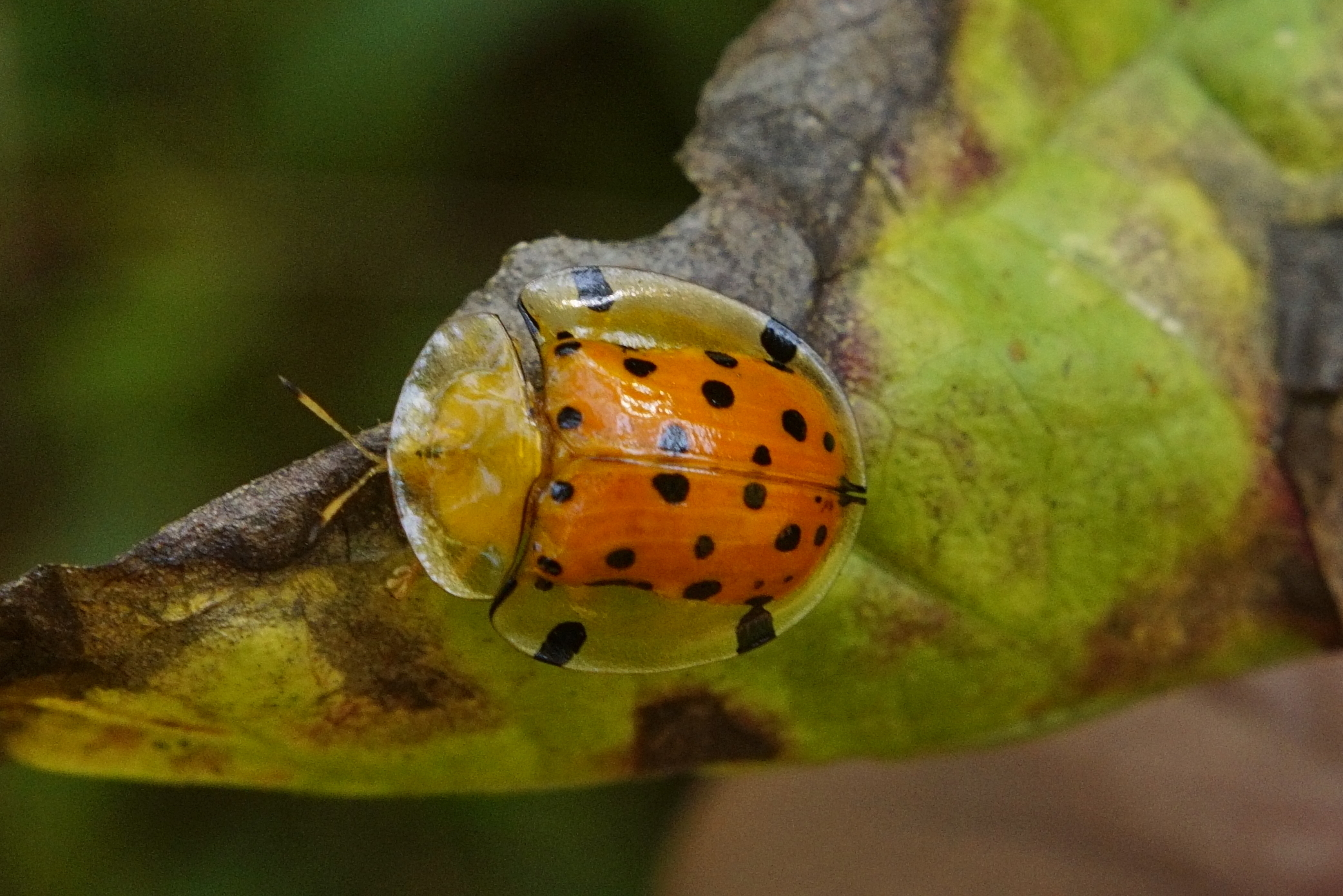

## Распространение
Распространён в Юго-Восточной Азии и Индии.